# Jiří Karásek ze Lvovic

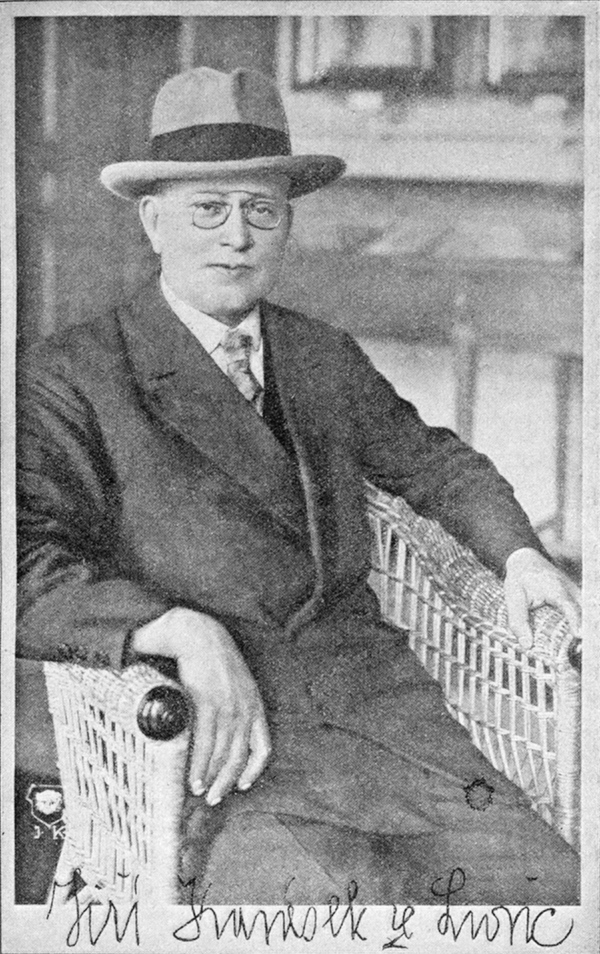
Jiří Karásek ze Lvovic um 1930

Jiří Karásek ze Lvovic, eigentlich Josef Karásek (* 24. Januar 1871 in Smíchov, heute Teil von Prag; † 5. März 1951 in Prag) war ein tschechischer Vertreter und Anhänger der Décadence.

## Leben
Jiří Karásek ze Lvovic entstammte einer Kleinbürgerfamilie. Mit Beginn seiner literarischen Tätigkeit begann er sich das Adelsattribut des Astronomen und Mathematikers Cyprián Lvovický ze Lvovic aus dem 16. Jahrhundert zuzuschreiben. Nach dem Abitur studierte er knapp zwei Jahre an der Prager Theologischen Fakultät, lebte ein Jahr in Bayern, wurde nach der Rückkehr 1891 Postangestellter, später Direktor der Bibliothek des Postministeriums und schließlich Direktor des Postmuseums und dessen Archivs. 
Zusammen mit Arnošt Procházka gründete er 1894 Moderní revue (1894–1925), in der die Werke vieler junger Schriftsteller (z. B. der Gebrüder Josef und Karel Čapek) zum ersten Mal publiziert wurden.
Als Junggeselle führte er ein abgeschlossenes Leben, verließ fast nie Prag und widmete sich völlig dem literarischen Schaffen und der Sammlung von Büchern und Kunst. Er gründete die größte Gemälde-, Graphik- und Büchersammlung der slawischen Kunst (Karáskova Galerie).
Karásek ze Lvovic war ein Anhänger der impressionistischen Kritik und gilt als wichtiger Literaturkritiker. In den meisten Werken verbindet er neuromantische Fantasie mit Kultiviertheit. Seine Poesie und Prosa sind Meisterstücke des Literaturstils um 1900. Ein paar Arbeiten (Die gotische Seele, 1900/1905) können wegen der beinahe vollkommenen Abstraktheit des Stils und der Homogenität des Textes zu den bedeutendsten Werken der europäischen Décadence gezählt werden.
Von 1932 bis 1934 war er Redaktionsmitglied der ersten tschechischen Homosexuellenzeitschrift, Nový hlas.

## Werke

### 1. Phase (iuvenil)
- 1893 Bezcestí (Ausweglosigkeit, Roman, vom Autor später unanerkannt)
- 1894 Zazděná okna (Vermauerte Fenster, Gedichte)

### 2. Phase
- 1895 Sodoma (S., Gedichte, zensiert)
- 1896 Kniha aristokratická (Das aristokratische Buch)
- 1897 Sexus necans (S. n., Gedichte)
- 1900 Gotická duše (Die gotische Seele, Roman)
- 1905 Gotická duše (Die gotische Seele, 2. Fassung)

### 3. Phase
- Romány tří mágů (Romane der drei Magier): Román Manfreda Macmillena (1907), Scarabeus (1908), Ganymedes (1925)

### 4. Phase
- 1946 Poslední vinobraní (Die letzte Weinlese, Gedichte)

Auszüge (übersetzt):
Vergeblich! Die Gedanken vertrocknen wie Gras in der Mittagshitze!

Der einzige, der bleibt: die Sehnsucht eines anderen Lebens.

Aber die Ohnmacht hängt in der Luft der erschöpften Zeiten.

Lange lebt man und ohne Zauber ist die Illusion, dass anders gelebt werden könnte!
(…)
Alles hängt flau und wie niedergedrängt von einer unsehbaren Wucht.

Vergebliche Nächte zittern über dem Bette, auf welches der Schlaf nie fällt.

Graue, erloschene Tage sehen in Spleens des Einsamen

Wie scheußliche, ausdauernde, Almosen erwartende Blinde.
(…)
Erkenntnis
Je l'aime pour ta douleur…
Péladan
Du, der die Seele desjenigen hast, welcher mich gesucht hatte in den vergangenen Wesen. Im Beben Deiner Hand fühle ich Annähern und Gunst, die ich so längst gewann.
Wie ein zu durchdringlicher Duft hast Du die Gemächer meiner Seele gefüllt. Du hast belebt und durchwellt ihre Trauern, wie wenn ein Hochzeitzug die düsteren Schatten eines alten Münsters durchwellt.
Dein Lächeln ist wie ein Schleier fließenden Stoffes, auf ein totes Antlitz geworfen. Deine Stimme ist verhüllt und dunkel wie Trommelschläge bei Begräbnissen ermordeter Regenten.
In verdunkelten und erloschenen Straßen, wo die Zeiten ihre ruhmreichen Schweigen gehängt haben, willst Du, fließen wir zusammen, wie damals, als wir hier die Jugend vereitelt haben, zwei Mönche über alten Pergamenten, zwei verblasste Mondgesichter über farbigen Wundern der Messbücher?
(…)

## Biographie
- Jetřich Lipanský: Jiří Karásek ze Lvovic, 1929